# (24670) 1988 VA5
1988 في أي 5 (ويعرف أيضًا باسم (24670) 1988 في أي 5 وفق تسمية الكوكب الصغير) (بالإنجليزية: 1988 VA5)‏ هو كويكب ضمن حزام الكويكبات؛ وترتيبه 24670 من حيث الاكتشاف.
اكتُشف هذا الجُرم الفلكي بواسطة هيروشي كانيدا في 14 نوفمبر 1988.

## وصلات خارجية
- (24670) 1988 VA5 في قاعدة بيانات مختبر الدفع النفاث لأجرام النظام الشمسي الصغيرة

- الاكتشاف · مخطط المدار ·  العناصر المدارية · المعلمات المادية

- (24670) 1988 VA5 على موقع ويكي سكاي: DSS2, SDSS, GALEX, IRAS, Hydrogen α, X-Ray, Astrophoto, Sky Map, Articles and images